# 百科全说
《百科全说》为湖南卫视推出的生活智慧脱口秀节目，每周一至周四晚七点半首播。早期节目主题是针对年轻人的交友、健身、购房等话题，2010年开始播出侧重针对中老年群体的养生类主题。2010年2月张悟本谈养生的节目创收视奇迹，之后节目变为养生类脱口秀节目。

## 节目历史
2009年末，《百科全说》開播，主持人为谢娜和眭澔平；副主持为以年轻情侣姿态提问的唐笑、朱梓骁组合，以及老外朱利安；由五位主持向做客的生活专家提问，现场爆发笑料。播出后收视率一直较低。 2010年2月8日，谢娜离开《百科全说》，女主持人变为方琼。。2010年2月，张悟本做客《百科全说》谈养生，《百科全说》收视率开始升高。之后《百科全说》的节目主题变为养生。
张的造假问题曝光后，中国中央电视台新闻频道《新闻1+1》借机抨击《百科全说》，湖南卫视粉丝网则将张在央视国际频道推广绿豆的节目给翻了出来。

## 相关争议
2010年2月张悟本做客该节目谈养生，该节目收视率开始升高。之后该节目的主题变为养生。张的造假问题曝光后，央视《新闻1+1》借机抨击该节目，而湖南卫视粉丝网则将张在CCTV-4推广绿豆的节目给翻了出来。有网友将该节目更名百科胡说(网友评价该节目)。